# Visayasolfjäderstjärt
Visayasolfjäderstjärt (Rhipidura albiventris) är en fågel i familjen solfjäderstjärtar inom ordningen tättingar.

## Utseende och läte
Visayasolfjäderstjärt är en medelstor fågel med lång stjärt. Den är matt blå på huvud, bröst, rygg och skuldror, med viss ljusare blå streckning på bröst och hjässa. Den är vidare vit på buken och roströd på nedre delen av ryggen,, yttre stjärtpennorna och vingarna. Centralt på stjärten är den mörk, liksom på vingkanten. Arten liknar azurmonarken, men skiljer sig bland annat på den roströda övergumpen och stjärten. Lätet består av nasala "jep" som avges enstaka i intervaller eller i snabba serier.

## Utbredning och systematik
Fågeln förekommer i Filippinerna, på öarna Guimaras, Masbate, Negros, Panay och Ticao. Den behandlas som monotypisk, det vill säga att den inte delas in i några underarter. Tidigare betraktades den vara samma art som blåhuvad solfjäderstjärt (R. cyaniceps) och tablassolfjäderstjärt (R. sauli). 

## Levnadssätt
Blåhuvad solfjäderstjärt hittas i skog i låglänta områden och lägre bergstrakter. Den håller ofta stjärten rest och utbredd som en solfjäder under födosök.

## Status och hot
Arten har ett stort utbredningsområde, men tros minska i antal, dock inte tillräckligt kraftigt för att den ska betraktas som hotad. Internationella naturvårdsunionen IUCN listar arten som livskraftig (LC).

## Namn
Visayaöarna är en ögrupp i mellersta Filippinerna, som omfattar bland annat öarna Panay, Negros, Cebu och Samar.